# 湯浅凡平
湯浅 凡平（旧字体：湯淺 凡󠄁平󠄁、ゆあさ ぼんぺい、1867年11月29日（慶應3年11月4日）- 1943年（昭和18年）5月17日）は、明治から昭和前期の農業経営者、実業家、政治家。衆議院議員。

## 経歴
備後国三谿郡、のちの広島県双三郡川西村（現三次市）で、湯浅政常の長男として生まれ、1894年（明治27年）5月に家督を相続。1891年（明治24年）慶應義塾別科を卒業。さらに明治大学法科で学んだ。
1891年、日本郵船に入社し1903年（明治36年）まで在勤。大韓帝国に渡り慶尚南道密陽で農事を経営。合資会社密陽銀行の業務執行社員を務め、上南水利組合長に在任。
1912年（明治45年）5月の第11回衆議院議員総選挙で広島県郡部から立憲政友会所属で出馬して初当選したが、同年12月4日に議員を辞任した。以後、第15回総選挙まで再選され、衆議院議員に連続5期在任した。また、横浜市会議員、同参事会員も務めた。

## 国政選挙歴
- 第11回衆議院議員総選挙（広島県郡部、1912年5月、立憲政友会）当選[8]
- 第12回衆議院議員総選挙（広島県郡部、1915年3月、無所属）当選[8]
- 第13回衆議院議員総選挙（広島県郡部、1917年4月、立憲国民党）当選[10]
- 第14回衆議院議員総選挙（広島県第11区、1920年5月、無所属）当選[11]
- 第15回衆議院議員総選挙（広島県第11区、1924年5月、革新倶楽部公認）当選[12]
- 第16回衆議院議員総選挙（広島県第3区、1928年2月、革新党公認）落選[13]
- 第17回衆議院議員総選挙（神奈川県第1区、1930年2月、革新党公認）落選[14]
- 第19回衆議院議員総選挙（神奈川県第1区、1936年2月、国民同盟公認）落選[15]